# لاروتاکسل
لاروتاکسل (به انگلیسی: Larotaxel) (با نام رمز XRP9881 ،RPR109881) دارویی از دسته تاکسان‌ها است که به صورت آزمایشی در شیمی‌درمانی استفاده شده‌است.